# Luna (cantant)
Aleksandra Katarzyna "Ola" Wielgomas (nascuda el 28 d'agost de 1999), coneguda professionalment com a Luna (estilitzat en majúscules), és una cantant i compositora polonesa. Va representar Polònia al Festival de la Cançó d'Eurovisió 2024 amb la cançó "The Tower". No es va classificar en la semifinal el 7 de maig de 2024.